# Diogo Manuel Gonçalves Coelho
Diogo Manuel Gonçalves Coelho (sinh ngày 8 tháng 7 năm 1992 ở Oeiras, Lisbon) là một cầu thủ bóng đá người Bồ Đào Nha thi đấu cho Real S.C. ở vị trí hậu vệ trái.